# Museo Fran Daurel
El Museo Fran Daurel (en catalán y denominación oficial Museu Fran Daurel) se encuentra en el distrito de Sants-Montjuïc de Barcelona, dentro del recinto del Pueblo Español. Gestionado por la Fundación Fran Daurel, está dedicado al arte contemporáneo —preferentemente catalán—, con más de 300 obras de artistas como Pablo Picasso, Joan Miró, Salvador Dalí, Antoni Tàpies o Miquel Barceló. Además de la colección ubicada en el edificio sede del museo, cuenta con un jardín de esculturas situado fuera del edificio, en los jardines exteriores del Pueblo Español.

## Historia y descripción

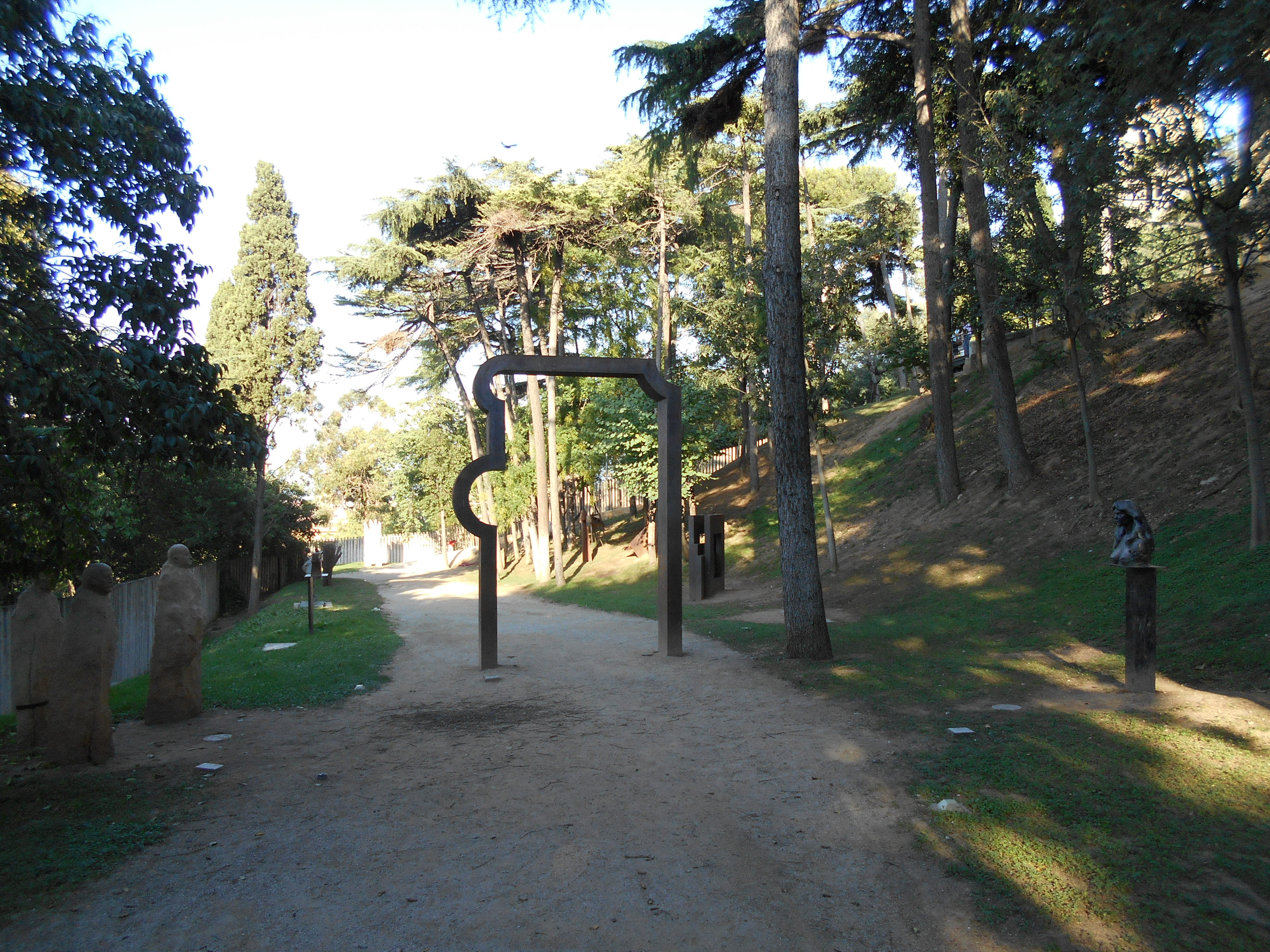
Jardín de esculturas

El museo se encuentra dentro del recinto del Pueblo Español, un parque temático dedicado a la arquitectura tradicional española construido para la Exposición Internacional de 1929. Este espacio recoge en su interior reproducciones de distintos ambientes urbanos y arquitectónicos de todo el conjunto del territorio nacional, en un conjunto que va desde la evocación folklórica hasta la más estricta recreación arqueológica. Obra de los arquitectos Ramon Reventós y Francesc Folguera, contó con el asesoramiento artístico de Miquel Utrillo y Xavier Nogués. El museo se ubica en el edificio nº 62 del recinto, una reproducción de la Posada de las Ánimas de Ronda (Málaga). 
La iniciativa del museo partió del coleccionista de arte Francisco Daurella (Barcelona, 1927), abogado y empresario, primer concesionario en España de la marca Coca-Cola, fundador y presidente de las fundaciones Fran Daurel y Amyc (Arte moderno y contemporáneo), esta última con una Casa-Museo situada en Aravaca (Madrid). El museo fue inaugurado el 1 de diciembre de 2001.
El museo cuenta con una superficie de 2500 m², y en su interior alberga cuatro salas dedicadas a exposición y un auditorio. Cuenta con obras de diverso formato, como pinturas, esculturas, tapices, dibujos, fotografías, obra gráfica y piezas de cerámica. Su temática se centra en el arte contemporáneo, con especial interés por los artistas catalanes, y refleja múltiples tendencias del arte del siglo XX y principios del XXI, desde la figuración hasta la abstracción, con representación de movimientos como el informalismo, el expresionismo, el surrealismo, el hiperrealismo, el conceptualismo, etc. Entre los artistas representados se encuentran: Pablo Picasso, Joan Miró, Salvador Dalí, Óscar Domínguez, Antoni Tàpies, Modest Cuixart, Joan Ponç, Eduardo Chillida, Josep Guinovart, Joan Hernández Pijuan, Pablo Palazuelo, Manolo Valdés, Miquel Barceló, Ferran García Sevilla, Jaume Plensa, Josep Maria Riera i Aragó, etc. En total, unos 80 artistas y más de 300 obras.
En 2004 se amplió el conjunto museístico con unos 5000 m² de terreno situado en los jardines del Pueblo Español, junto al monasterio románico, donde se emplazó un jardín de esculturas con 41 obras de 27 artistas expuestas al aire libre. Siguió la estela del Jardín de Esculturas anexo a la Fundación Miró, igualmente en la montaña de Montjuïc. Entre los diversos autores de estas esculturas se encuentran: Sergi Aguilar, Lluís Cera, Robert Llimós, Marcel Martí, Xavier Medina-Campeny, Josep Maria Riera i Aragó, Ricard Vaccaro, Faustino Aizkorbe, Elisa Arimany, Pablo Atchugarry, Stéphane Cipre, José María Guerrero Medina, Cyril Mendjisky, José Luis Pascual, Miguel Rasero, Alberto de Udaeta, Lluís Vidal, Pascual Casaubon, Lluïsa Sallent y Juan López Salvador.

## Galería

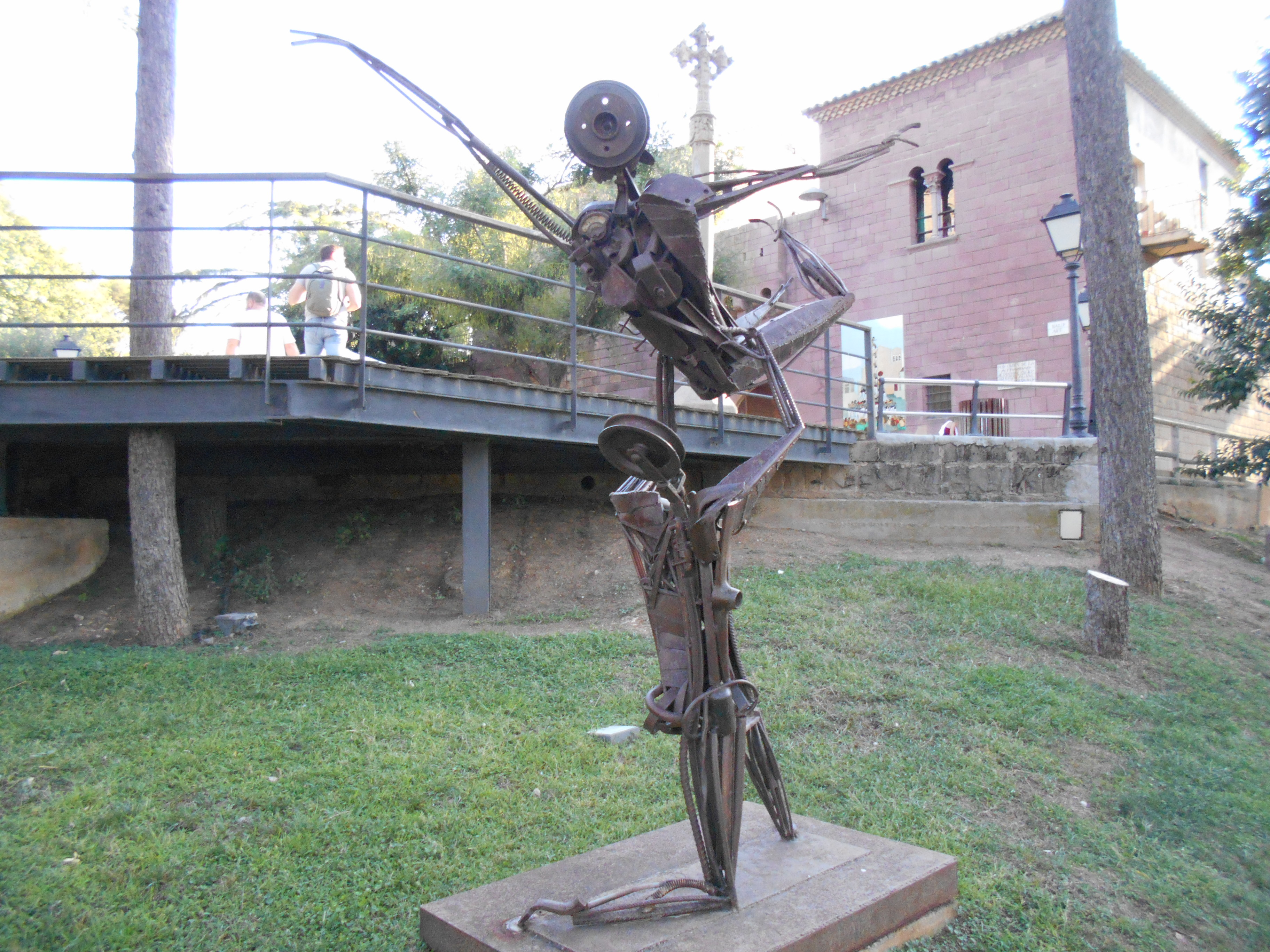
Couple, de Cyril Mendjisky, 1999.
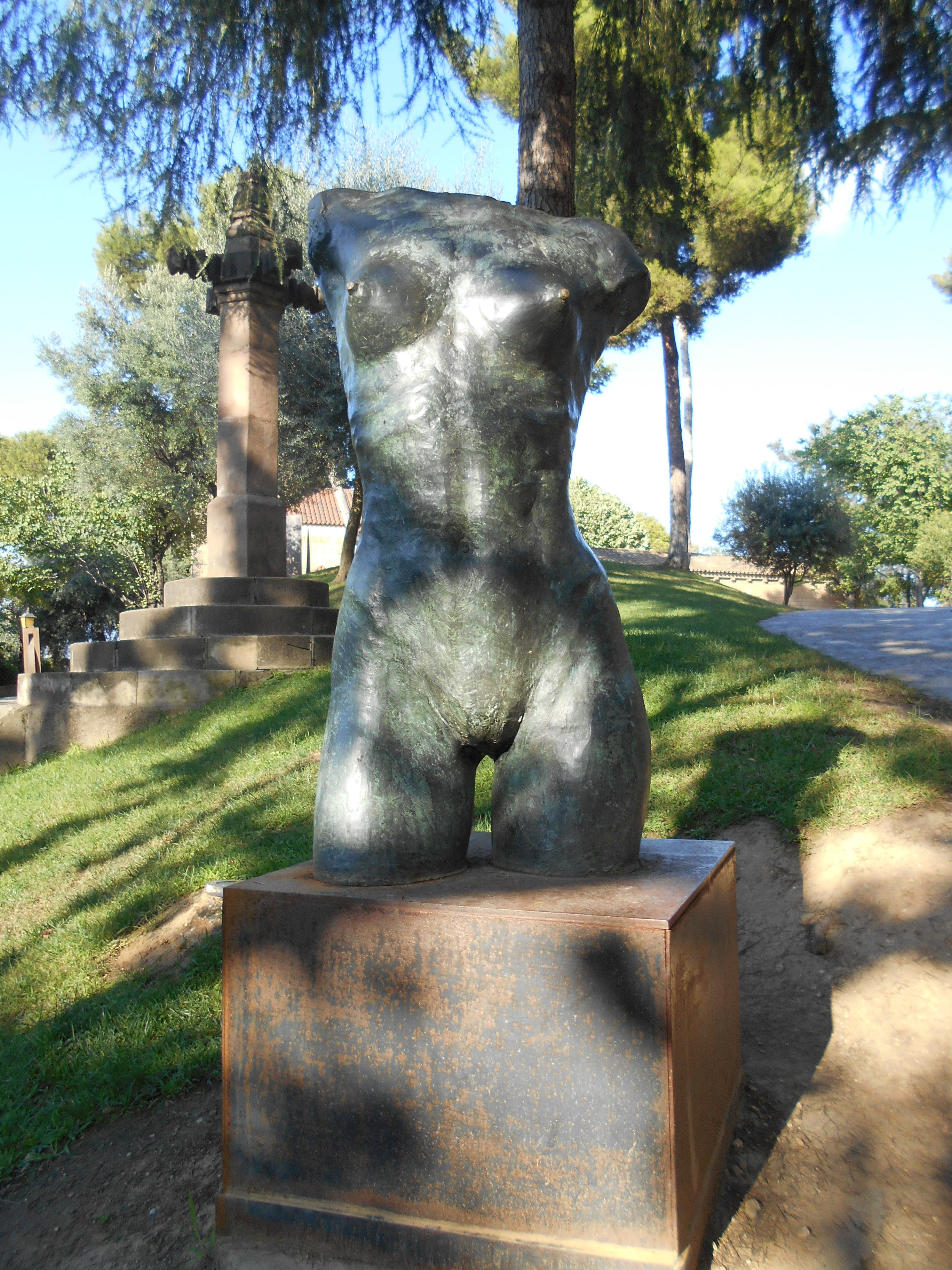
Helénica, de José Cobo, 2000.
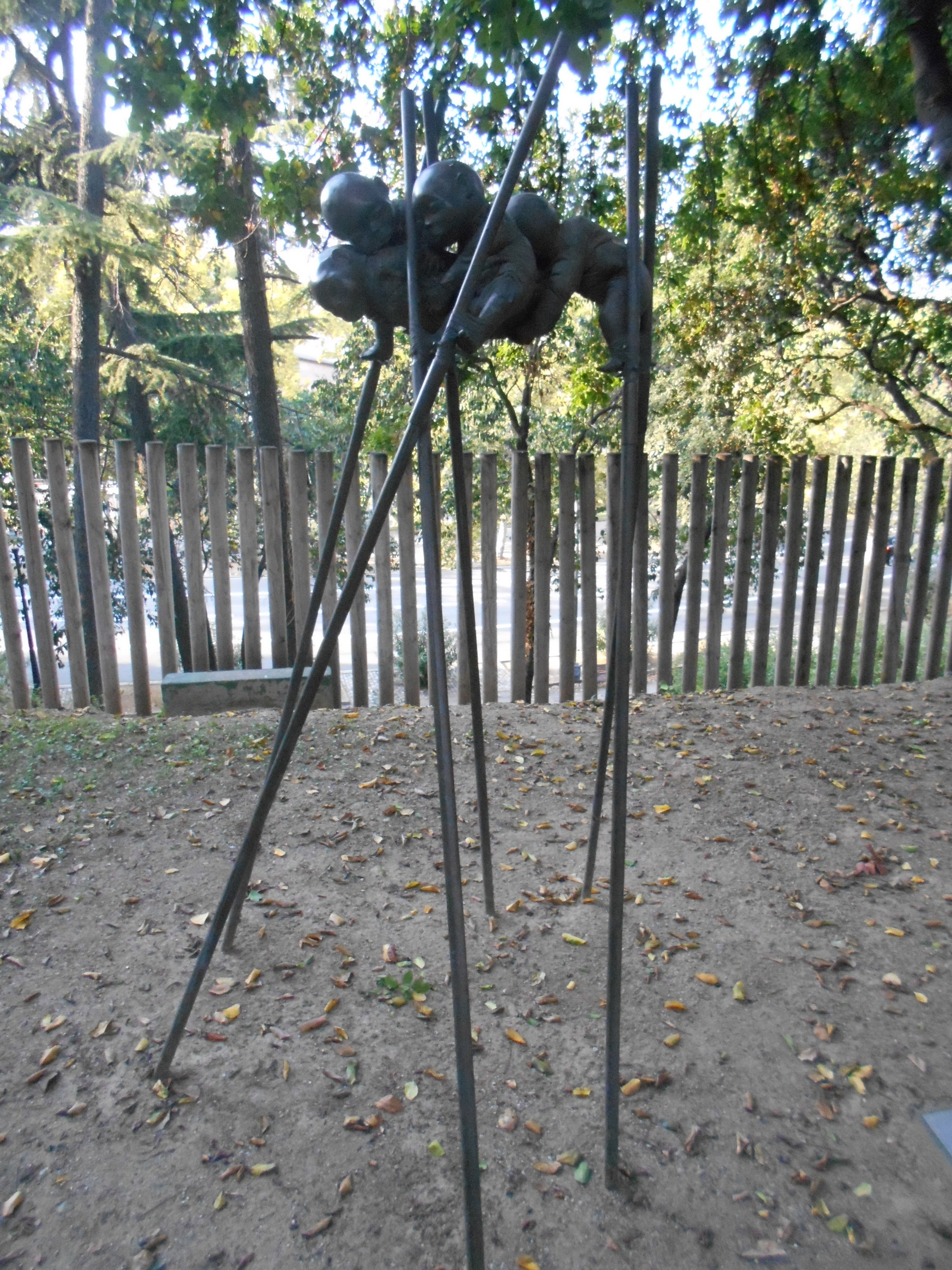
Llorones y zancudos, de Lluís Vidal, 2003.
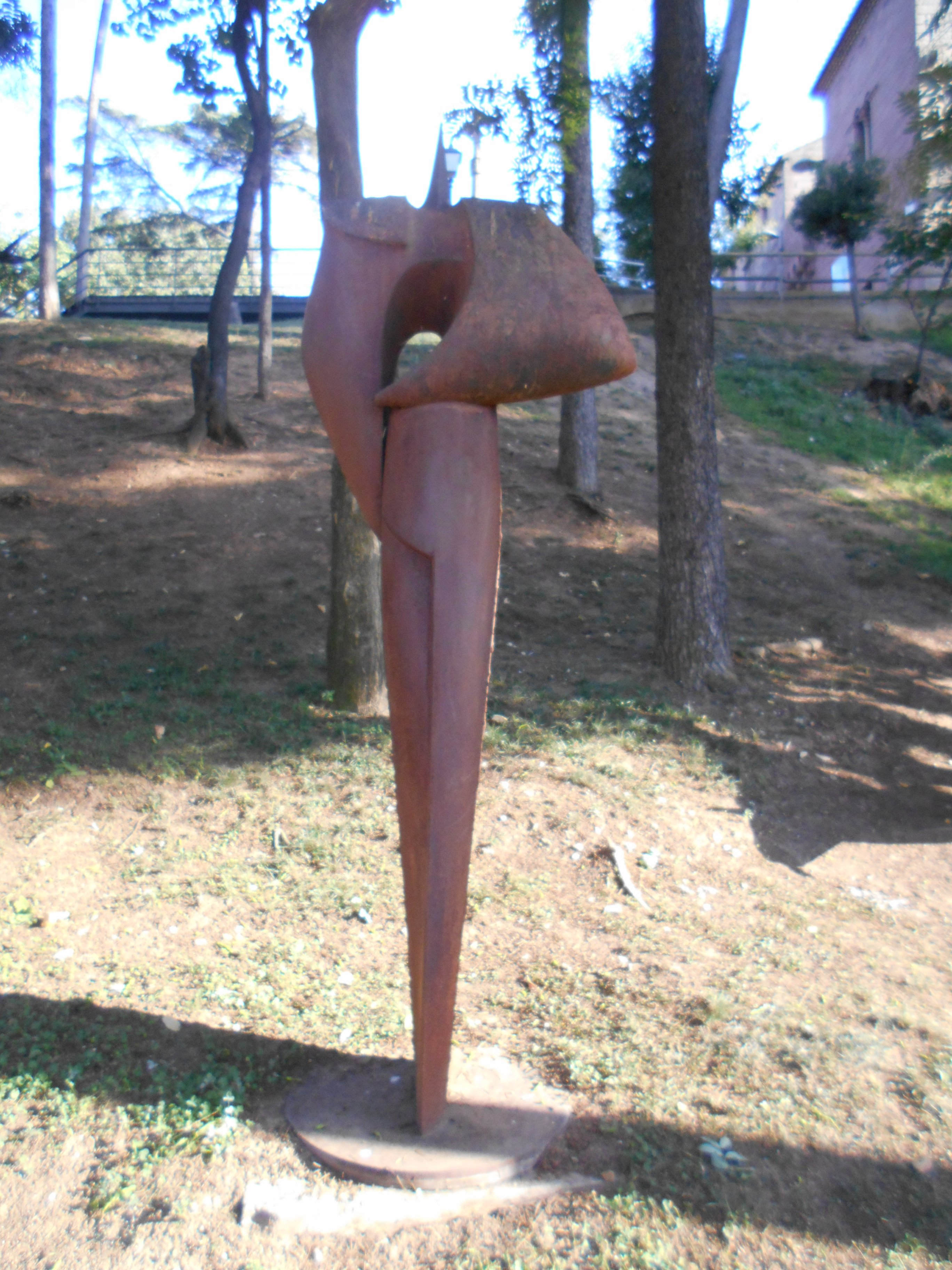
Maestro, de Manuel Álvarez, 2001.
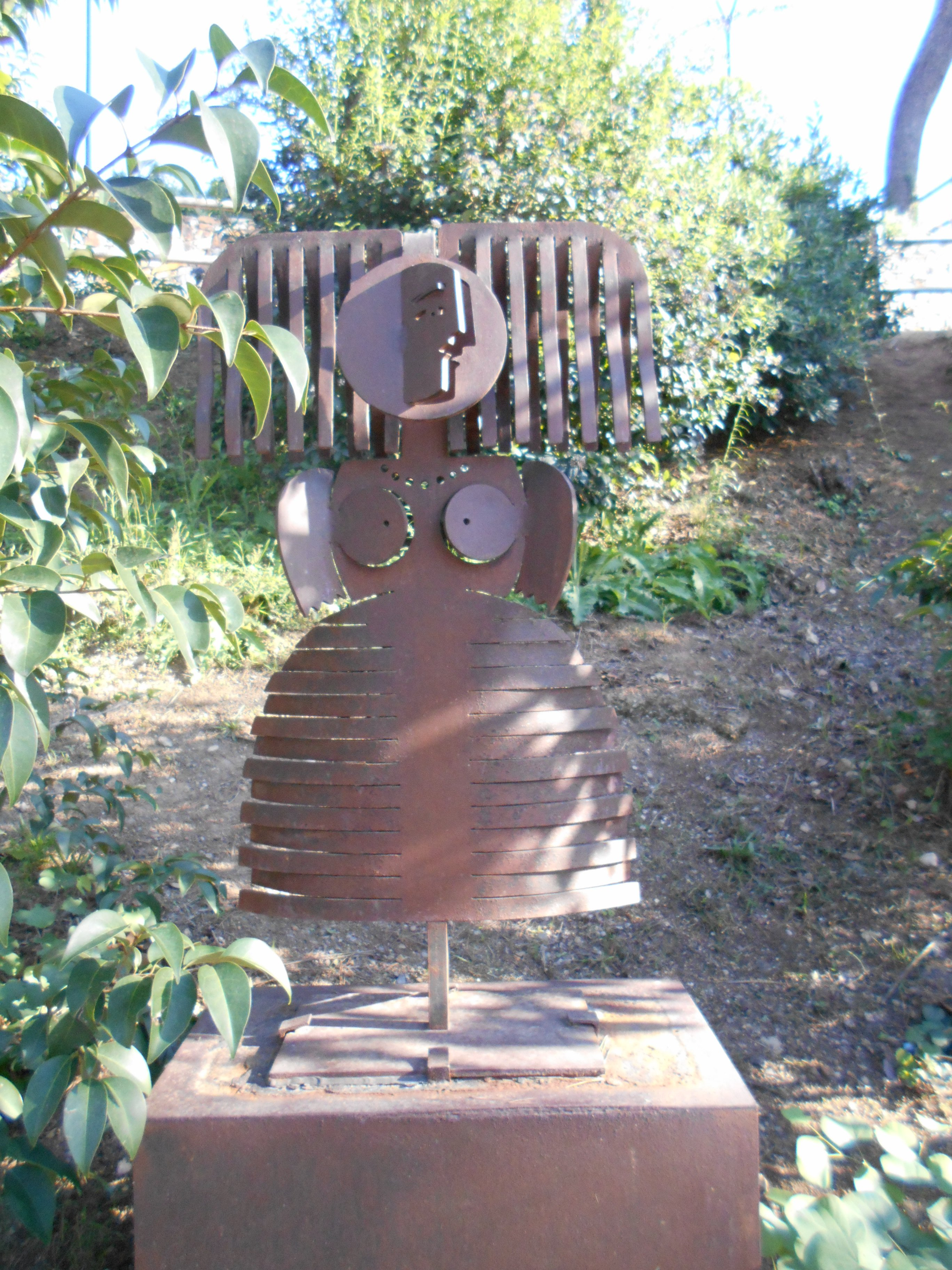
Menina, de José Luis Pascual, 2001.
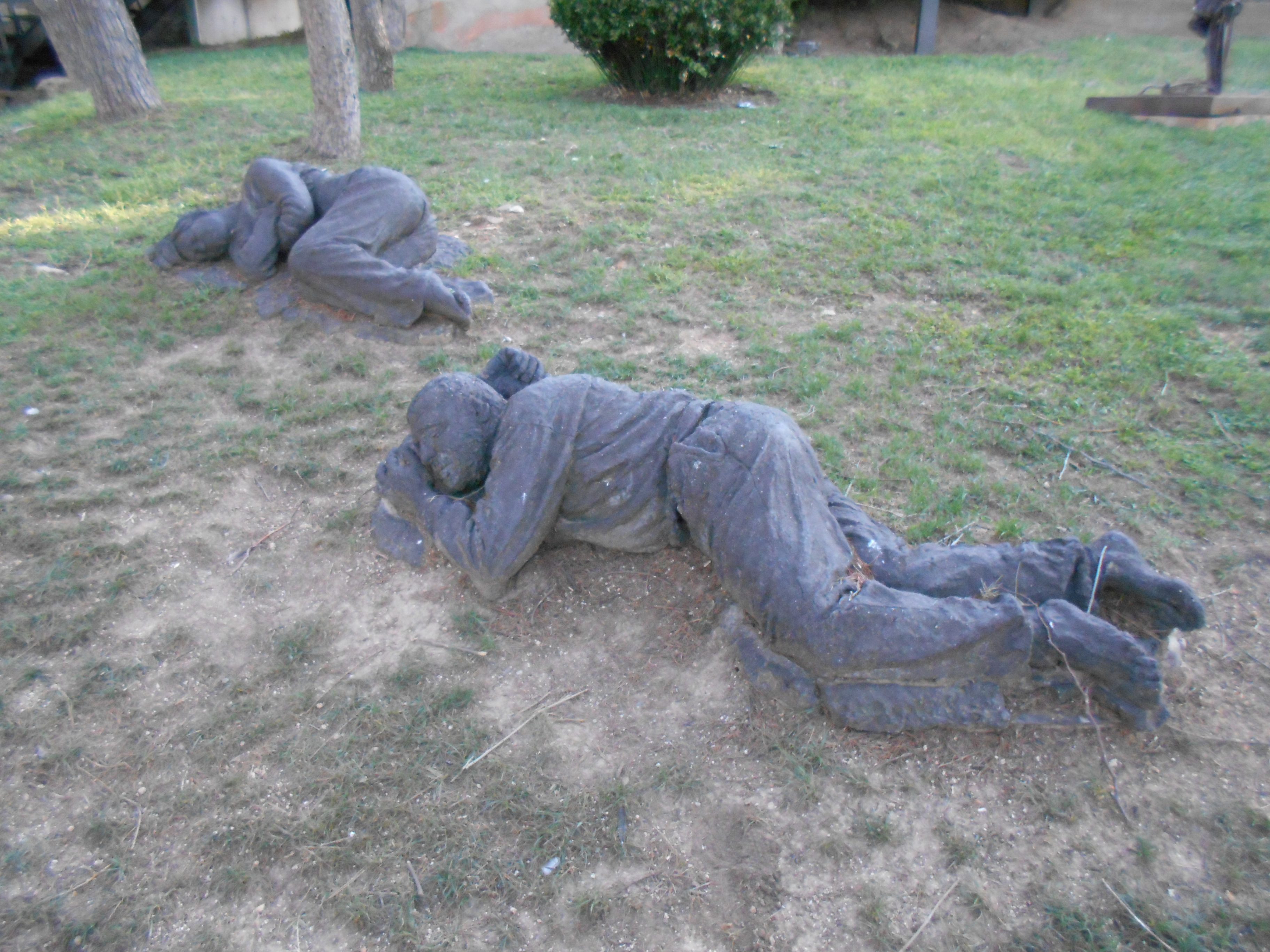
Mujer durmiendo y Figura yaciente, de Xavier Garcés, 2003.
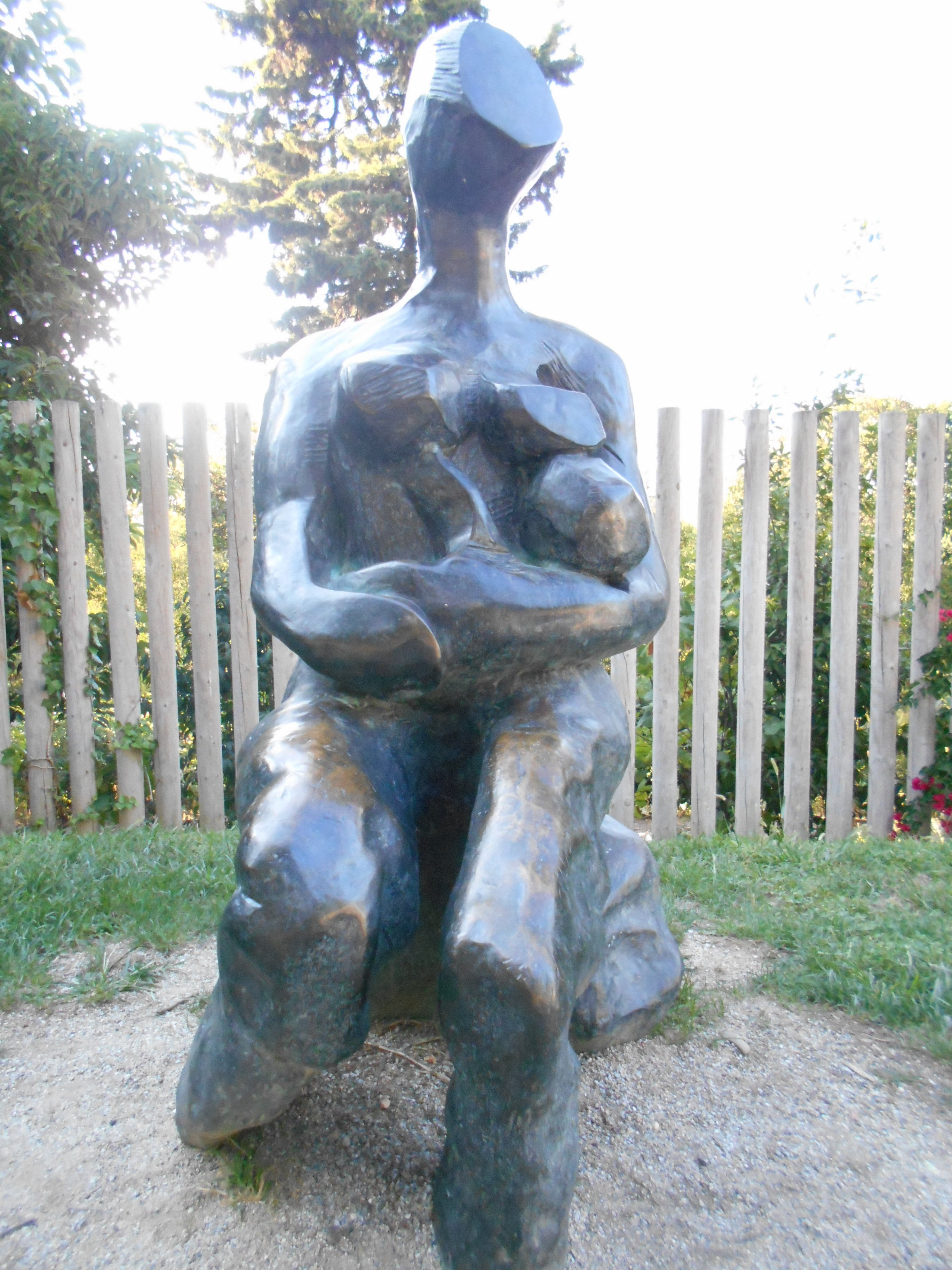
Seated mother and child, de Owanto, 2005.
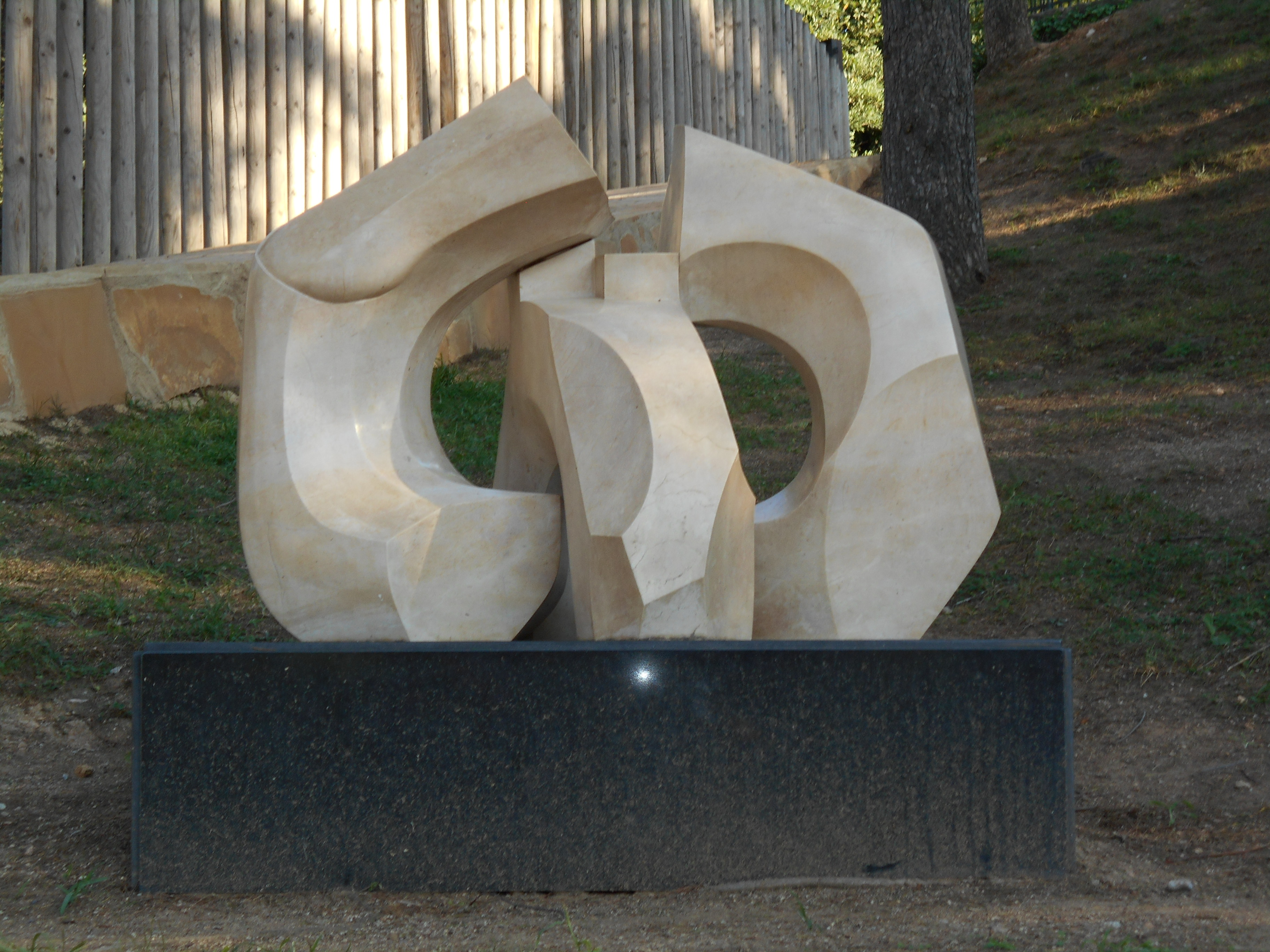
Escram, de Marcel Martí, 2004.
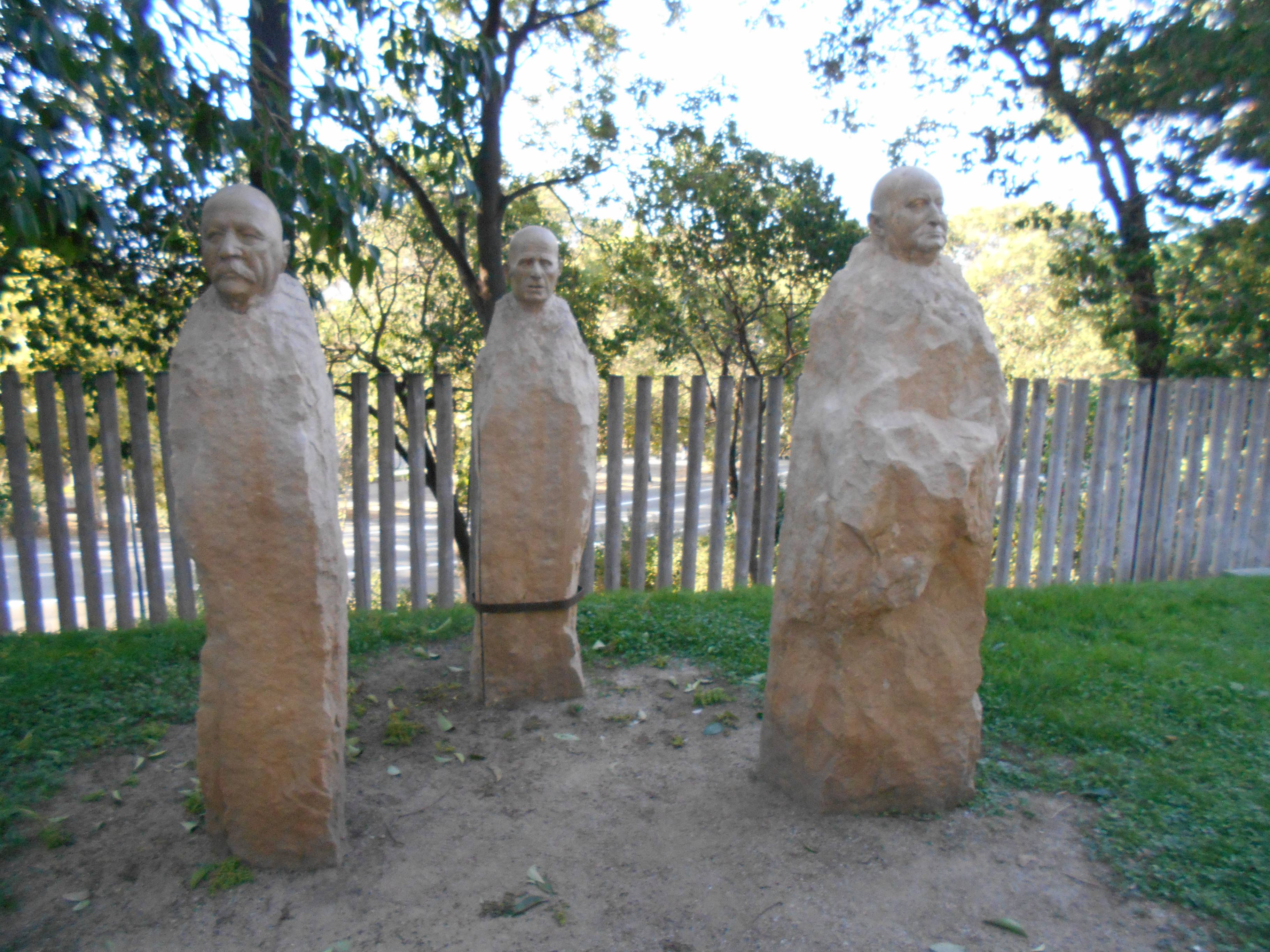
Humans massa humans, de Lluís Cera, 1994.